# Rosette Batarda Fernandes
Rosette Mercedes Saraiva Batarda Fernandes (Redondo, 1 de outubro de 1916 — Coimbra, 28 de maio de 2005) foi uma botânica e taxonomista portuguesa.

## Biografia
Ingressou na Escola Secundária Maria Amália Vaz de Carvalho em 1928, e licenciou-se em ciências biológicas na Universidade de Lisboa em 1941. Em junho do mesmo ano, frequentou o Congresso de Ciências Naturais em Lisboa, onde conheceu o também botânico e taxonomista Abílio Fernandes, com que se casou e teve dois filhos, sendo estes Eduardo Batarda e José António Batarda Fernandes. Eles se estabeleceram em Coimbra, após Abílio Fernandes ter se mudado para a cidade em agosto de 1941 para exercer as funções de diretor do Museu, Laboratório e Jardim Botânico da Universidade de Coimbra. A 14 de novembro de 1947, Rosette Batarda Fernandes foi nomeada naturalista da instituição, tendo procedido a reorganização e atualização do material de herbário e publicado um índice das sementes do Jardim Botânico. Realizou várias viagens de coleta botânica em Portugal, e organizou expedições com o seu marido a Moçambique, onde coletaram várias plantas para aumentar o material de herbário do Instituto Botânico da Universidade de Coimbra e do Centro de Investigação Científica Tropical.
Entre 1944 e 1991, frequentou quarenta e um congressos internacionais em Espanha, França, Reino Unido, Suécia e Portugal, e entre 1945 e 2000, publicou cerca de duzentos e cinquenta artigos, principalmente no campo da sistemática das plantas, cariologia, etnobotânica e a história da botânica. Também descreveu cinquenta táxones recentes para a ciência.
Várias espécies foram nomeadas em sua homenagem, incluindo Marsilea batardae e Polypodium batardae. Os seus artigos sobre cariologia e angiospérmicas foram publicados principalmente entre 1945 e 1947, em colaboração com o seu marido Abílio Fernandes. Colaborou nas obras Boletim da Sociedade Broteriana, Iconographia Selecta Florae Azoricae e Flora Ibérica (volumes III, IV e V) entre 1993 e 1997, que incluem os tratamentos taxonómicos de oito géneros pertencentes às famílias Cruciferae, Crassulaceae, Cucurbitaceae e Malvaceae. Também colaborou nos volumes II (1968), III (1972) e IV (1976) da enciclopédia de plantas Flora Europaea, cobrindo o estudo sistemático de onze géneros pertencentes às famílias Boraginaceae, Compositae, Labiatae, Malvaceae e Scrophulariaceae. Publicou ainda oitenta artigos em revistas académicas entre 1954 e 2000, como Conspectus Florae Angolensis, Garcia de Orta, Flora Zambesiaca e Flora de Moçambique.